# Пилипковцы
Пилипковцы (укр. Пилипківці) — село в Новоушицком районе Хмельницкой области Украины.

## История
В июле 1995 года Кабинет министров Украины утвердил решение о приватизации находившегося здесь совхоза имени Чапаева.
Население по переписи 2001 года составляло 708 человек.

## Местный совет
32614, Хмельницкая обл., Новоушицкий р-н, с. Пилипковцы